# Gaetano Arturo Crocco
Gaetano Arturo Crocco (Napoli, 26 ottobre 1877 – Roma, 19 gennaio 1968) è stato un ufficiale e ingegnere aeronautico italiano, pioniere della propulsione a razzo, nonché padre di Luigi Crocco, altro grande studioso dell'aerodinamica.
Ha pubblicato 170 studi scientifici, registrato 30 brevetti e inventato circa 50 diversi strumenti per l'aeronautica.

## Biografia
Di padre napoletano, ingegnere civile, e madre palermitana, nacque a Napoli ma crebbe a Palermo, presso la cui università iniziò gli studi di matematica e fisica. Nel 1897 fu ammesso alla Scuola di Applicazione d'Artiglieria e Genio di Torino da cui uscì, nel 1900, con il grado di tenente del Genio.
Agli ordini del generale Maurizio Mario Moris e con il collega Ottavio Ricaldoni, nel 1907 realizzò il primo dirigibile militare italiano (chiamato N.1), due anni dopo il primo volo dell'Aeronave Italia costruito per scopi civili. Al N.1, collaudato l'anno successivo sul Lago di Bracciano nel Cantiere Sperimentale nell'idroscalo di Vigna di Valle, seguirono una trentina di altri esemplari impiegati poi nella prima guerra mondiale. Progettò inoltre una spoletta ultrasensibile per proiettili di artiglieria, un cannone antiaereo a 24 canne, un cannone da 65 mm. per dirigibili (da collocare sul loro dorso per difesa antiaerea) e, assieme all'ingegner Alessandro Guidoni, una telebomba a guida giroscopica.
Nel 1908, unitamente a Vito Volterra, fondò l'Istituto Centrale Aeronautico (dove rimase fino al 1920 con il grado di Colonnello), in cui si concentrarono le attività di ricerca italiane nel campo aeronautico prima della nascita, nel 1935, della Città dell'Aria, il centro ricerche di Guidonia Montecelio di cui fu uno dei principali sostenitori. Per mezzo di lui furono proposte e costruite le gallerie aerodinamiche (orizzontale, ipersonica, verticale) e la vasca navale, che furono per molti anni tra le migliori al mondo e che consentirono all'Italia di primeggiare nel campo aerodinamico e non solo.
Dal 1923 fino al 1925 divenne Direttore generale dell'Industria al Ministero dell'Economia (oggi Ministero dell'economia e delle finanze).

Il Prof. Gaetano Crocco mostra un modello di razzo interplanetario al giornalista Cesare Falessi.

Divenne professore e dal 1935 rettore all'Università di Roma nel 1926 nella Scuola di Ingegneria Aeronautica, tuttora esistente sotto il nome di Scuola di Ingegneria Aerospaziale. 
Nel 1928 venne richiamato, con il grado di generale della riserva della Regia Aeronautica, per dirigere la Direzione delle Costruzioni del nuovo Ministero dell'aeronautica.
Nel 1935 organizzò il Congresso Volta che vide confluire in Italia i maggiori esperti di aeronautica al mondo e che costituì il prototipo dei grandi congressi aerospaziali del dopoguerra. Divenne membro dell'Accademia d'Italia e dell'Accademia Nazionale dei Lincei.
Tutto questo lavoro nel campo della didattica e della ricerca consentì all'Italia di avere uno stuolo di ricercatori e giovani scienziati di assoluta preminenza in campo aeronautico: tra essi si ricordano suo figlio Luigi Crocco, Antonio Ferri, Enrico Pistolesi. Di lui sono degni di nota i contributi nel campo della meccanica del volo, specialmente nei campi della instabilità trasversale, nei metodi per la determinazione dell'autonomia, come anche i lungimiranti articoli in campo astronautico.
Sposò la baronessa Bice Patti del Piraino da cui ebbe 7 figli. Il suo terzogenito Luigi (detto Gino) seguì le orme paterne e divenne anch'egli un celebre scienziato.

## Attività aeronautiche e spaziali
Crocco è stato pioniere sia nel settore aeronautico sia in quello spaziale. Nel 1898 è nominato sottotenente del Genio nella Scuola di Applicazione di Artiglieria e Genio e viene assegnato al 3º Reggimento (telegrafisti). Conosce in quel periodo il capitano Maurizio Mario Moris, comandante della Brigata Specialisti e appassionato di aeronautica, che intuisce le potenzialità di Crocco e avvia con lui una lunga collaborazione. La Brigata utilizza il lago di Bracciano per fare esperimenti con palloni frenati e Moris chiama Crocco a collaborare con lui.
Dal 1904 Crocco comincia a occuparsi di dirigibili e nel 1906 progetta con Ottavio Ricaldoni il dirigibile 1, caratterizzato da una rivoluzionaria struttura semirigida snodata nella parte inferiore dell'aeromobile. 
Con una versione migliorata e dotata di timone automatico e indicatori di rotta, lo “N.1”, Crocco effettua, il 31 ottobre 1908, un volo andate e ritorno da Vigna di Valle a Roma, coprendo 80 chilometri in circa un'ora e mezzo. Il suo dirigibile diventa così il primo aeromobile a sorvolare la Capitale, a 500 metri di quota.
Nel 1912 Crocco e Rinaldoni collaudano, sempre a Bracciano, un idroplano, mentre con altri studiosi, tra i quali Umberto Nobile, continua a sviluppare dirigibili (come ad esempio l'M.1, l'M.2 Città di Ferrara, l'M.3, l'M.4, l'M.9, l'M.11, l'M.12, l'M.13 e l'M.17 fino al 1921). Contemporaneamente si dedica allo studio delle eliche e nel 1914 realizza a Roma una galleria aerodinamica a circuito chiuso.
Dal 1923 comincia ad interessarsi alle problematiche del volo spaziale, della propulsione a reazione e dei combustibili per razzi. Nel 1927 l'Istituto Sperimentale Aeronautico, dove Crocco lavorava, ottiene un finanziamento di 200.000 lire di allora corrispondenti a circa 130.000 euro per avviare studi su razzi a polvere pirica, con i quali sono effettuati lanci sperimentali in un apposito campo della BPD a Segni, presso Roma. Successivamente si dedica alla propulsione a liquido, disegnando la prima camera di combustione italiana, che sperimenta con il figlio Luigi Crocco nel 1930. Poi la guerra, mancanza di interesse e di fondi, costringono Crocco a mettere momentaneamente da parte questi interessi.
Nel frattempo si dedica ad attività accademiche, prima come docente e poi come preside della Scuola di Ingegneria Aeronautica, incarico che ricopre dal 1935 al 1942 e dal 1948 al 1952, anno in cui gli subentra Luigi Broglio. In questi anni di ricerca e di insegnamento, Crocco inventa e fa realizzare numerosi impianti e strumenti innovativi, al punto che si diffonde tra i suoi studenti la rima “tutto ciò che vedo o tocco, l'ha inventato Arturo Crocco”. La testimonianza di questa sua attività rimane in una cinquantina di brevetti e qualche centinaio di pubblicazioni.
Dopo la seconda guerra mondiale Crocco riprende a dedicarsi a missilistica e astronautica, fondando nel 1951 l'Associazione Italiana Razzi (AIR) con l'intento di riunire gli appassionati del settore e istituendo nel 1950, presso la Scuola di Ingegneria Aeronautica, il Corso Informativo di Balistica Superiore, trattando egli stesso, nella prolusione, di satelliti e di traiettorie. Nel 1951, dieci anni prima del volo di Jurij Gagarin, tiene una conferenza sui problemi di rientro con equipaggio. Poi progetta un vettore a stadi paralleli invece che sovrapposti, soluzione allora avveniristica. Infine, ed è forse il suo contributo più grande all'astronautica mondiale, oltre che italiana, nel 1956 all'International Astronautical Congress IAF svoltosi a Roma e organizzato dall'associazione AIR, poi confluita nell'AIDAA, Crocco, allora ottantenne, presentò una memoria dal titolo “Giro esplorativo di un anno Terra-Marte-Venere-Terra”, basato sullo sfruttamento del campo gravitazionale di Marte e di Venere per ridurre il tempo del viaggio. L'importanza di tale intuizione, ora nota col nome tecnico di fionda gravitazionale (in inglese gravity assist, o swing-by), fu tale che negli anni seguenti la NASA, compresa l'importanza di tale tecnica, nell'affidare ad istituti di ricerca od industrie il progetto di viaggi su altri pianeti raccomandava di basare lo studio sulla “Crocco Mission” adattando al caso le manovre di swing-by descritte da Crocco nella sua memoria.

## La "Crocco Mission" o "Crocco Grand Tour”"

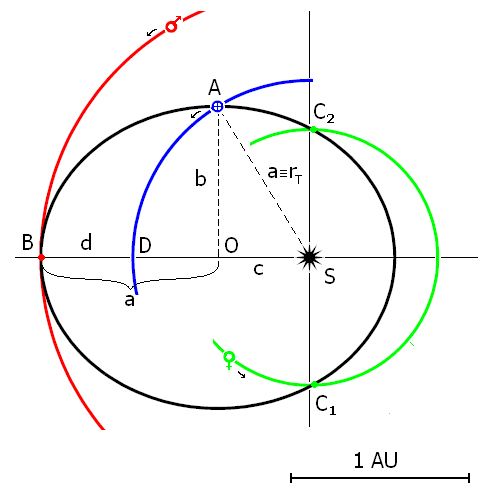
Schema semplificato del Crocco "Grand Tour". In nero è indicata la traiettoria prevista da Gaetano Crocco per il veicolo spaziale, in blu, rosso e verde sono rappresentate rispettivamente le orbite della Terra, di Marte e di Venere. È indicata la posizione dei pianeti al momento del lancio (con i rispettivi simboli astronomici) e i punti di rendezvous.

Basandosi sull'orbita di Hohmann, Arthur C. Clarke aveva ipotizzato che un viaggio Terra-Marte con minimo consumo di carburante avrebbe richiesto 259 giorni e una permanenza sul Pianeta Rosso di 425, per permettere un nuovo allineamento che consentisse il viaggio di ritorno a basso consumo, sempre di 259 giorni. Crocco ritiene una tale durata troppo lunga e propone, in base a calcoli da lui sviluppati, di sfruttare la gravità di Marte per effettuare un sorvolo del pianeta senza atterraggio, dimostrando che la gravità marziana avrebbe deviato la traiettoria dell'astronave reindirizzandola verso la Terra; con questo sistema il viaggio andata e ritorno sarebbe durato appena un anno, ma – per contro - il sorvolo di Marte sarebbe avvenuto ad oltre un milione di chilometri, consentendo una scarsa qualità di osservazioni.
Se però, dice Crocco, invece che verso la Terra l'astronave fosse reindirizzata verso Venere, il sorvolo di Marte potrebbe avvenire ad una quota molto inferiore e gli astronauti avrebbero l'opportunità di osservare anche Venere a pari durata di viaggio, con la tratta Terra-Marte percorsa in 113 giorni, quella Marte-Venere in 154 e quella Venere-Terra in 98. Crocco calcolò anche che la prima occasione utile per un simile viaggio, noto anche come “Crocco Grand Tour”, si sarebbe presentata nel 1971.
Le manovre di gravity assist sono ora parte integrante di tutte le missioni interplanetarie.

## Riconoscimenti
Alla sua memoria sono intitolati l'asteroide 10606 Crocco e, sulla Luna, il cratere Crocco; un suo progetto di missione spaziale fra la Terra e Marte è noto come "Crocco Grand Tour".
È l'unico italiano ammesso nella Space Hall of Fame di Alamogordo, Nuovo Messico, negli Stati Uniti.

## Opere
- Gaetano Arturo Crocco, Giro esplorativo di un anno Terra-Marte-Venere-Terra, in Rendiconti del VII Congresso Internazionale Astronautico, Roma, settembre 1956, pagg. 201-225; pubblicato in "Astronautica", Associazione Scienze Astronautiche, Torino, 1957. Traduzione inglese di Glauco Partel: One-Year Exploration-Trip Earth-Mars-Venus-Earth, Gaetano A. Crocco, paper presented at the Seventh Congress of the International Astronautical Federation, Rome, Italy, in Rendiconti cit., Roma, 1956, pp. 227–252. Rist. in Gaetano Arturo Crocco, Opere pubblicate a cura dell'Accademia nazionale dei Lincei, Roma, Accademia nazionale dei Lincei, 1978, vol. 3, pp. 354–375
- Gaetano Arturo Crocco, Il momento astro-cosmonautico, in Il mondo della tecnica, sotto la direzione di Gustavo Colonnetti, vol. 5° Le recenti conquiste della tecnica, Torino, UTET, 1962, pp. 255–303
- Gaetano Arturo Crocco, Opere pubblicate a cura dell'Accademia nazionale dei Lincei, Roma, Accademia nazionale dei Lincei, 1978, 3 volumi, con biografia e bibliografia (1904-1962)